# رونیبه
شهر رونیبه (به سوئدی: Ronneby) در ناحیه شهری رونیبه در کشور سوئد واقع شده‌است. جمعیت این شهر ۱۵۳۵٫۴۸  نفر است.

## نگارخانه

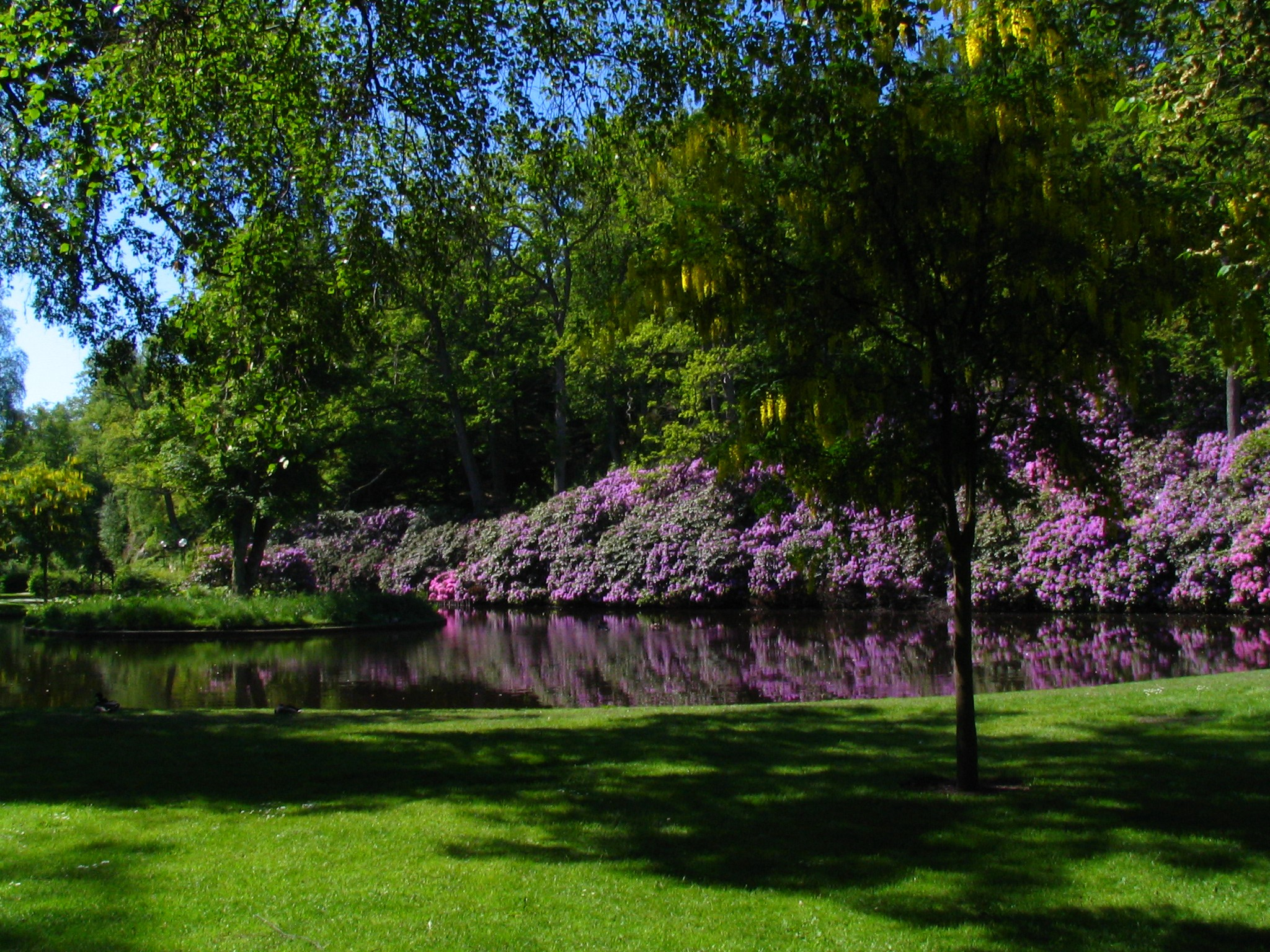
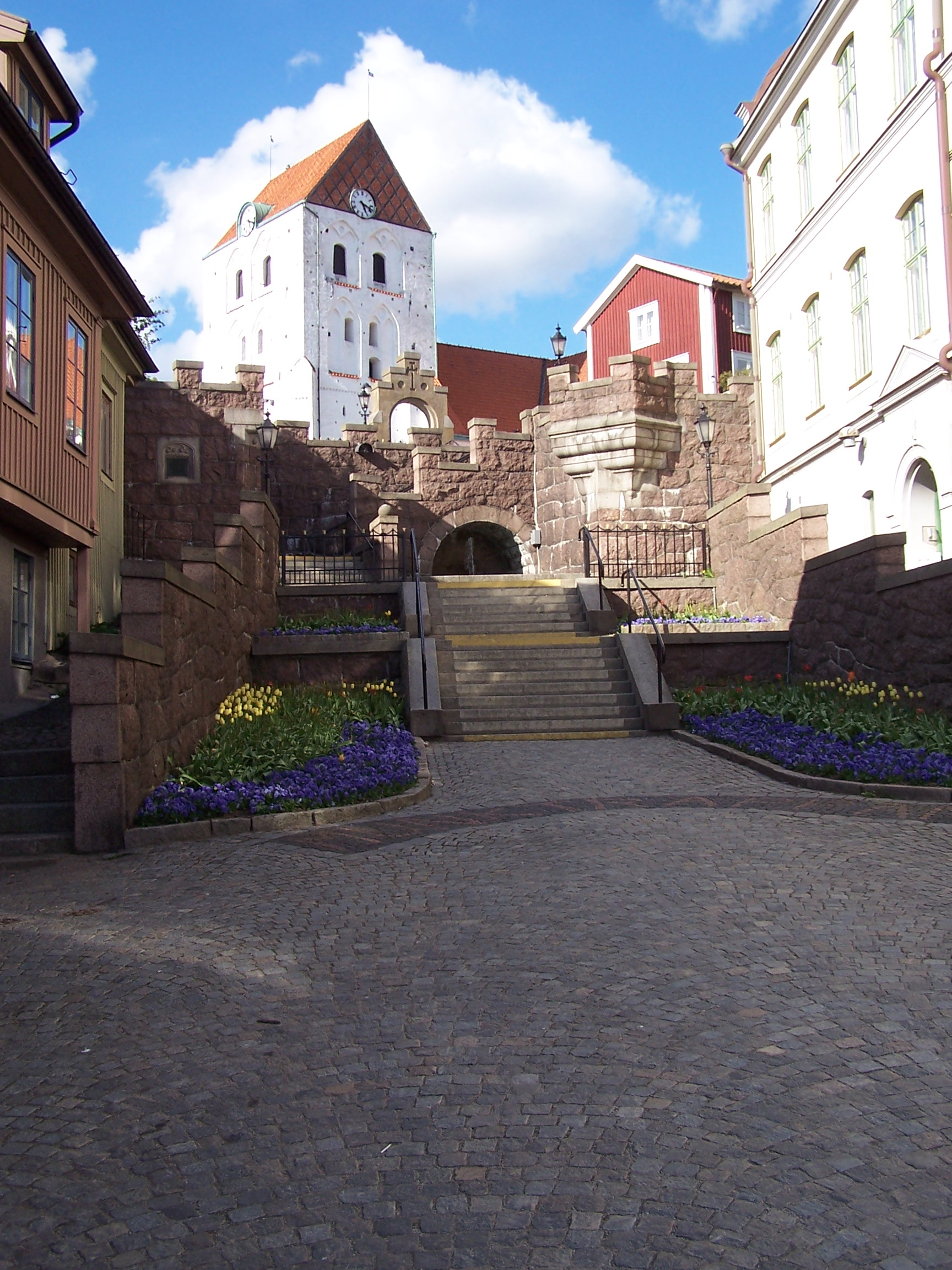
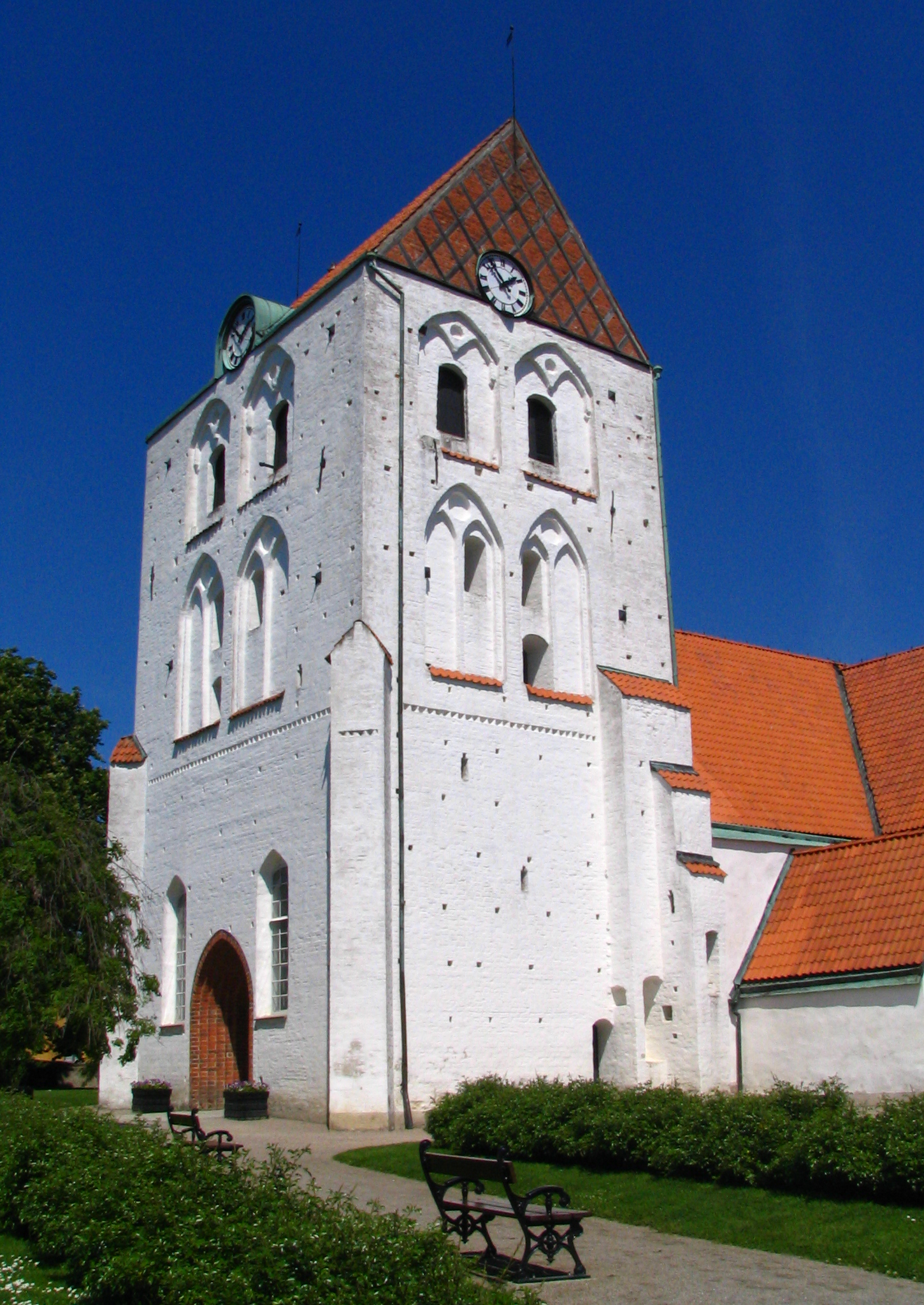
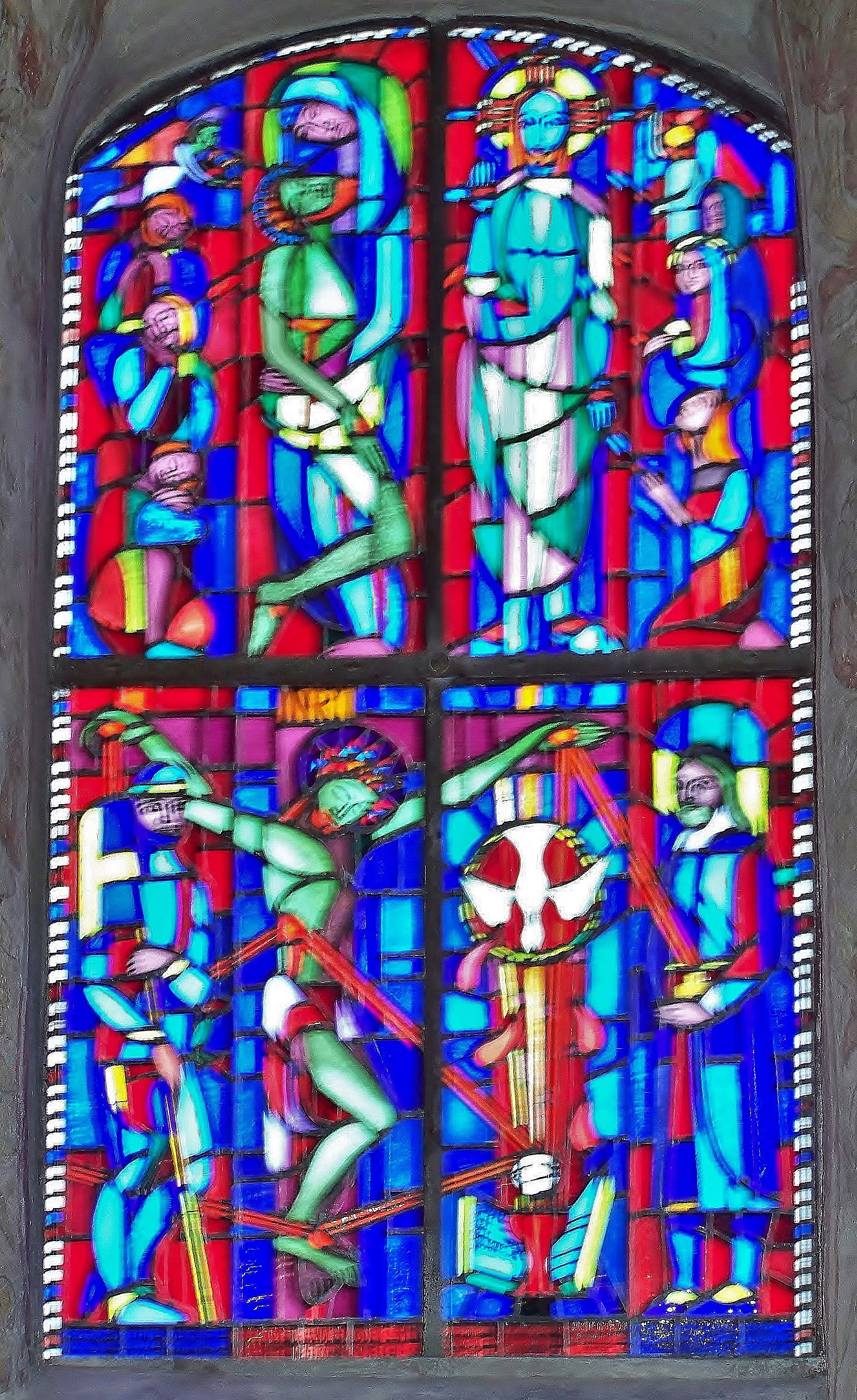
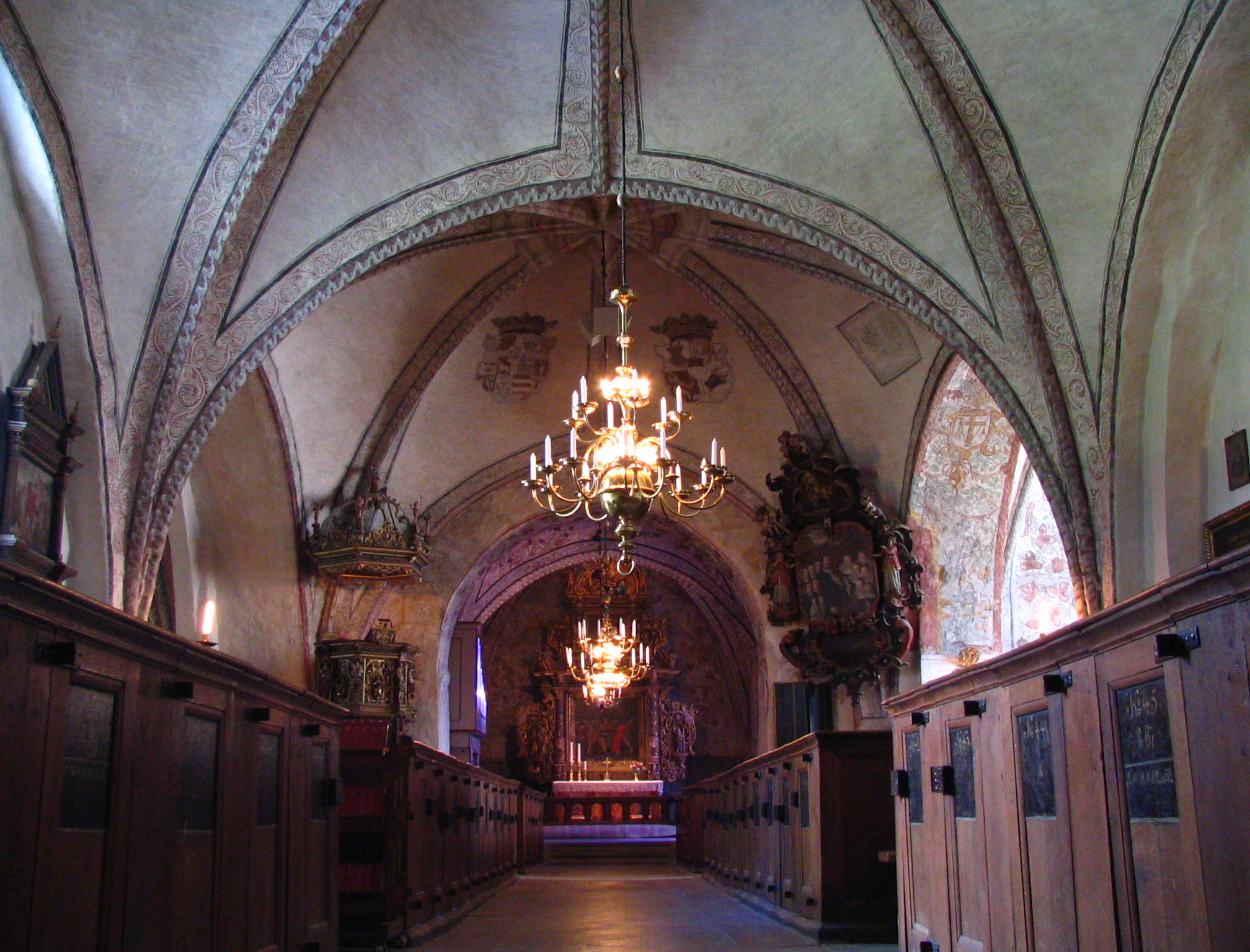
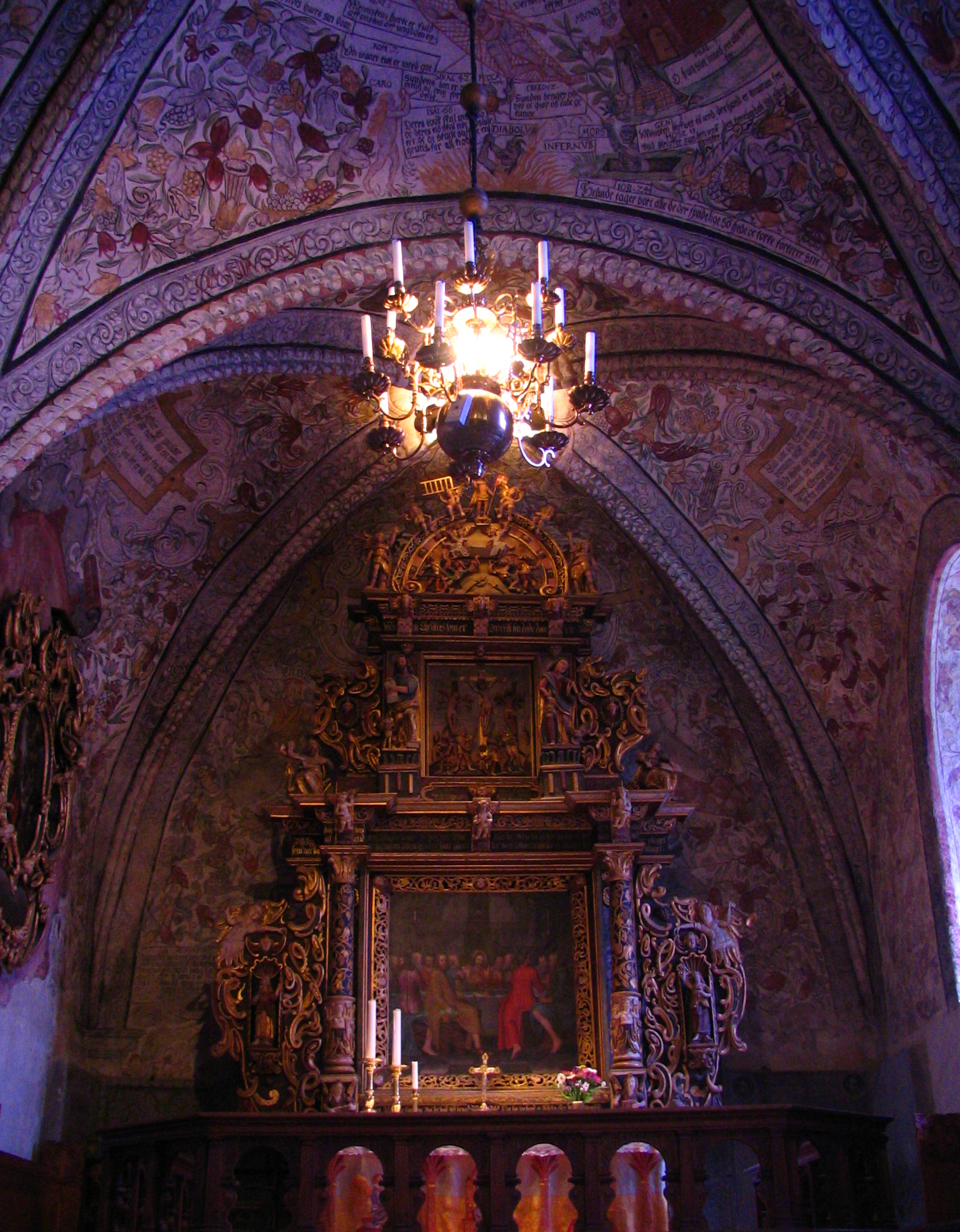
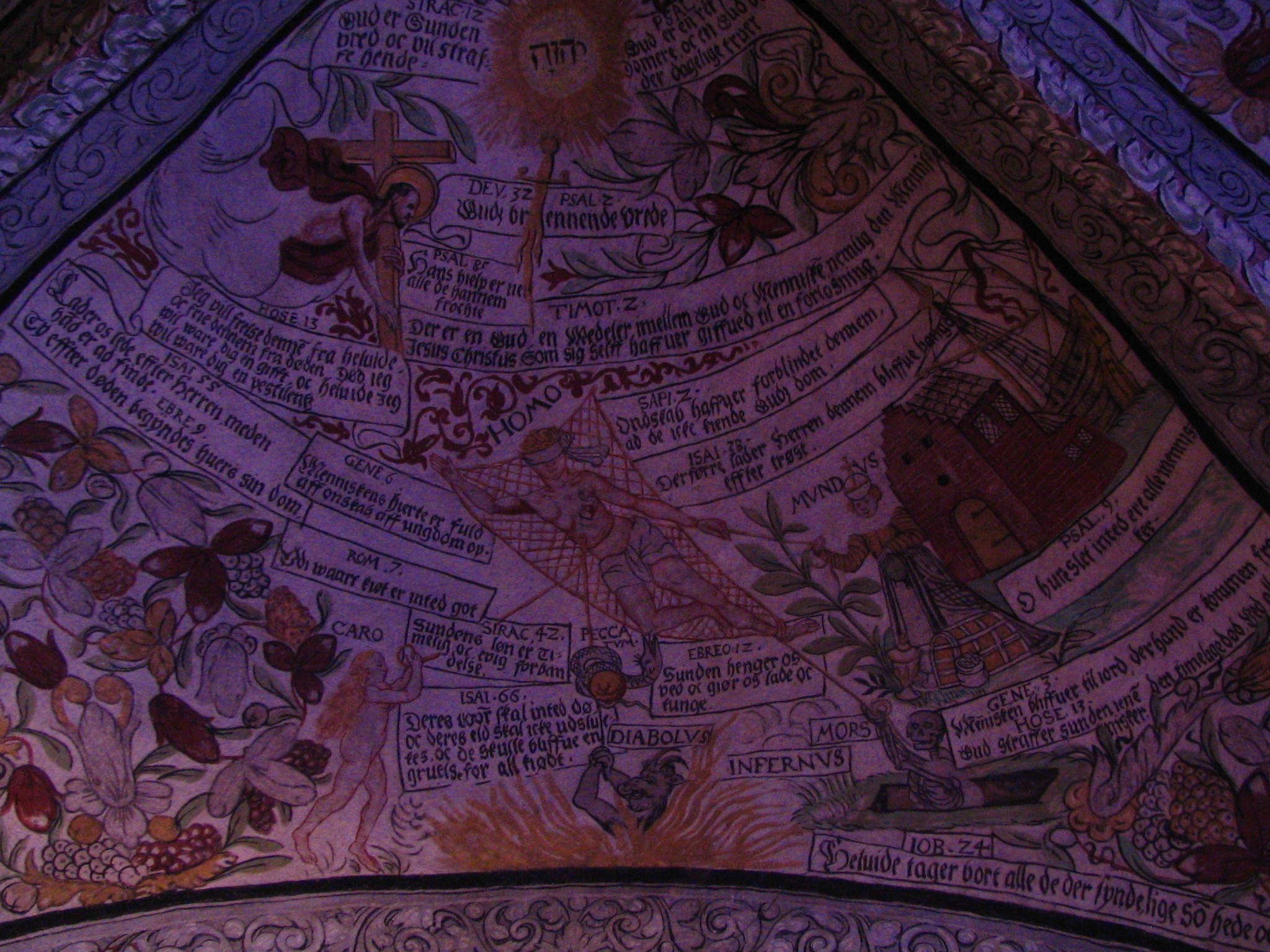